# 何偃
何偃（413年—458年），字仲弘，廬江灊人。南朝宋官員，尚書令何尚之子。

## 生平
何偃早年獲南豫州府辟為議曹從事，又舉秀才，後歷任中軍參軍、臨川王劉義慶的平西府主簿、丹陽丞、廬陵王友、太子中舍人、中書郎及太子中庶子。後義陽王劉昶到東宮任官，由何偃行義陽國事。元嘉二十九年（452年） ，宋文帝再度謀求北伐，諮問群臣意見，何偃認诙北方州郡的臣民與資源尚未能支持北伐戰爭，故表示反對，但文帝最終還是出兵，再次無功而返。後轉始興王劉濬的征北長史、南東海太守。
元嘉三十年（453年），太子劉劭弒父篡位，以何偃出任侍中，而當時何尚之亦獲任命為司空、尚書令，父子二人同掌大權，當時人都感心寒，但二人按機行事，用不同方法贏得當時稱譽。不久，宋孝武帝領導的討伐軍消滅了劉劭，何偃繼續獲得任用，先任大司馬長史、後轉侍中、領太子中庶子，再改領驍騎將軍，又更得孝武帝親信，甚至比其舊臣更為親近。何偃及後轉任負責選任官員的重要職位吏部尚書，而上任之時離其父何尚之解領吏部相距不足五年，當時的人以此為榮。不過，這就令昔日同為侍中的顏竣相當不滿，以往顏竣和何偃談論文辭義理，十分歡愉，然而隨著顏竣愈得孝武帝寵任，他就愈想獲得重用，但至此時何偃卻取代了顏竣吏部尚書之位，二人之間遂生嫌隙。時顏竣權勢甚大，何偃很不安心，患上了心悸病，遂告病辭職。孝武帝卻按其病況需要提供名醫和上好藥物去治他的病，終於將他治好了。大明二年（458年），何偃去世，享年四十六歲。孝武帝追贈他散騎常侍、金紫光祿大夫，並諡為靖子。
何偃好談玄學，曾為《莊子·逍遙篇》作注。

## 子女
何戢，何偃子，娶山陰公主劉楚玉，在南齊官至吏部尚書，加驍騎將軍。

## 延伸阅读
[在维基数据编辑]
 《宋書·卷59》，出自沈约《宋书》